# Marcus Hutchins
Marcus Hutchins, también conocido en internet como MalwareTech, es un investigador de seguridad informática británico conocido por detener temporalmente los ataques ransomware WannaCry Hutchins es de Ilfracombe en Devon.

## Primeros años
Hutchins es el hijo mayor de Janet, una enfermera escocesa y Desmond Hutching, un trabajador social jamaicano. Alrededor del 2003, cuando Hutchins tenía 9 años, los padres mudaron a la familia del urbano Bracknell, cerca de Londres, al rural Devon. Desde temprana edad, Hutchins había mostrado aptitud con las computadoras y aprendido habilidades sencillas de hacking como para evitar la seguridad de las computadoras de su escuela e instalar videojuegos. Además, pasó tiempo aprendiendo a ser un guardavidas.
Se involucró en un foro online que promovía el desarrollo de malware, más con el fin de mostrar sus habilidades que por propósitos nefastos. Cuando tenía cerca de 14 años creó su propia contribución, un password stealer basado en la compleción automática de Internet Explorer y recibió la aprobación del foro. Pasó mucho tiempo en esta comunidad online, al punto de que su desempeño escolar comenzó a declinar. Cuando los sistemas de la escuela fueron comprometidos, las autoridades escolares dijeron que Hutchins fue el culpable. Aunque él negó su involucramiento, las autoridades escolares lo suspendieron permanentemente de usar las computadoras de la escuela, lo que incentivó a Hutchins a faltar a clases más seguido y pasar más tiempo en foros de malware.

## Carrera

### Creación de UPAS Kit y Kronos
Alrededor de este tiempo es que se cierra el foro original de malware y Hutchins se une a otra comunidad de hackers, HackForums. En este nuevo foro, los miembros muestras sus habilidades demostrando la posesión de una botnet. Hutchins, quien tenía 15 años en ese momento, crea exitosamente una botnet de 8000 computadoras para HackForms engañando a usuarios de BitTorrent para que, ejecutando sus archivos falsos, le cedan el control de sus máquinas
De este exploit, Hutchins ve oportunidades financieras para sus habilidades aunque en ese momento no siente que estuviera relacionado con ningún tipo de delito informático, como diría en una entrevista en el 2020. Las actividades de Hutchins en este momento incluyen la puesta a punto de servicios de hosting web "fantasma" para HackForums para "todo tipo de sitios ilegales" excepto pornografía infantil y crea malware personalizado, generalmente basado en la evaluación de la operación de rootkits de otros.
De acuerdo a Hutchins en entrevistas posteriores y a su acuerdo de culpabilidad, cuando tenía cerca de 16 años y habiéndose ganado reputación en los círculos de hacking por su malware personalizado, se le acercó una entidad online conocida como "Vinny", quien le pidió que le escriba un rootkit genérico que pudiera ser vendido en múltiples mercados de hackers. Hutchins recibiría la mitad de las ganancias de cada venta. Hutchins aceptó y, a mediados del 2012, había completado el desarrollo del UPAS kit , llamado así por ser uno de los nombres del venenoso Antiaris.
La venta de UPAS kit le permitió ganar miles de dólares a través en bitcoins, permitiéndole dejar la escuela y vivir una vida cómoda, aunque ocultando a su familia la verdadera naturaleza de su trabajo.
Vinny regresó pronto a Hutchins para pedirle el desarrollo de una nueva versión de UPAS Kit, donde se agregara específicamente keylogging y web inject para formularios web. A este punto, Hutchins reconoció que estas características apuntaban, muy probablemente, a transacciones financieras en sitios web bancarios y que estaría facilitando el cibercrimen con esas actualizaciones. Hutchins le dijo a Vinny que rechazaba hacerlo, pero Vinny le recordó que sabía su nombre y dirección (de un regalo de drogas recreativas que le había hecho con anterioridad) y estaba dispuesto a darle esta información al FBI, si no cooperaba. Hutchins llegó al acuerdo de que agregaría la funcionalidad de keylogging pero no la de web inject, que le tomaría otros 9 meses. Después, Vinny le dijo que había contratado a otro programador para actualizar UPAS Kit con web injects y ahora quería que Hutchins y su programador trabajaran juntos para combinar estas funciones en un solo paquete. Aunque estaba éticamente desgarrado por la decisión, Hutchins optó por continuar trabajando con Vinny, al menos para asegurarse de que se le pagara por el trabajo que ya había hecho, aunque procrastinando todo lo que pudiera. El nuevo código estuvo terminado para junio del 2014 y en cuanto Vinny comenzó a venderlo en la dark web renombró UPAS Kit 2.0 a Kronos, basado en el mitológico titán griego.

### MalwareTech y Kryptos Logic
Después del lanzamiento de Kronos, cuando Hutchins tenía alrededor de 19 años, su familia se mudó a Ilfracombe. Hutchins había entrado ya en la universidad pública y estaba luchando para completar su último año y las actualizaciones de Kronos exigidas por Vinny, lo que se le complicó más por una adicción a las drogas adquirida mientras trabajaba con Kronos. Durante este tiempo, conoce a una persona llamada "Randy" a través de foros de hacking online. Randy, que estaba viviendo en Los Ángeles, había buscado un rootkit bancario como Kronos, el cual Hutchins no mencionó, pero esto les llevó a charlas más largas donde vio que Randy tenía metas más filantrópicas. Para ayudar a Randy, Hutchins le ofreció ayuda comerciando bitcons. Sin embargo, un corte de luz nocturno le causó a Hutchins la pérdida de más de US$5000 en bitcoins de Randy y, para compensarlo, Hutchins reveló su conexión con Kronos y le ofreció una copia gratuita a Randy. Después de que completaran el trato, Hutchins se dio cuenta del error que había cometido revelando esto a un extraño y comenzó a temer ser arrestado.
Hutchins se graduó de la universidad en el 2015 y dejó su adicción a las drogas de manera cold turkey. Postergó las solicitudes de Vinny para actualizar Kronos alegando que estaba ocupado con la universidad hasta que pronto las solicitudes y los pagos de Vinny dejaron de aparecer. Después de varios meses de pavor, decidió comenzar a escribir análisis técnicos profundos de hacks en un blog anónimo que llamó MalwareTech, basado en lo que había aprendido analizando rootkits de otras personas y su propio trabajo en UPS Kit y Kronos, aunque nunca mencionó su conexión con esos rootkits. A medida que nuevos rootkits aparecían, Hutchins les hacía ingeniería inversa y escribía los detalles en su blog, tal fue el caso de las botnet Kelihos y Necurs. También escribió su propio servicio de rastreo de botnets que se unía a una botnet y monitoreaba que operaciones estaban llevando a cabo los controladores de la botnet.